# Mór
Mór este un oraș în districtul Mór, județul Fejér, Ungaria, având o populație de 14.221 de locuitori (2011). 

## Demografie
Componența etnică a orașului Mór
     Maghiari (88,68%)
     Germani (8,8%)
     Romi (1,21%)
     Necunoscut (0,45%)
     Alții (0,86%)
Componența confesională a orașului Mór
     Romano-catolici (42,4%)
     Fără religie (15,48%)
     Reformați (6,56%)
     Luterani (3,68%)
     Atei (1,65%)
     Necunoscută (30,05%)
     Greco-catolici (0,18%)
     Alte religii (0,96%)
Conform recensământului din 2011, orașul Mór avea 14.221 de locuitori. Din punct de vedere etnic, majoritatea locuitorilor (88,68%) erau maghiari, existând și minorități de germani (8,8%) și romi (1,21%). Apartenența etnică nu este cunoscută în cazul a 0,45% din locuitori. Nu există o religie majoritară, locuitorii fiind romano-catolici (42,4%), persoane fără religie (15,48%), reformați (6,56%), luterani (3,68%) și atei (1,65%). Pentru 30,05% din locuitori nu este cunoscută apartenența confesională.

## Personalități născute aici
- Ferenc Krausz (n. 1962), fizician german, laureat Nobel.